# Raïon d'Obolon
Le raïon d'Obolon (en ukrainien : Оболонський район) est un raïon (district) urbain de Kiev, la capitale de l'Ukraine.
Il englobe des territoires dans le nord du centre-ville de Kiev.